# Линден (Аризона)
Линден (енгл. Linden) насељено је место без административног статуса у америчкој савезној држави Аризона.

## Демографија
По попису из 2010. године број становника је 2.597.
| Група             | 2000.    | 2010.         |
| Белци             | 0 (0,0%) | 2.336 (89,9%) |
| Афроамериканци    | 0 (0,0%) | 8 (0,3%)      |
| Азијати           | 0 (0,0%) | 13 (0,5%)     |
| Хиспаноамериканци | 0 (0,0%) | 161 (6,2%)    |
| Укупно            | 0        | 2.597         |